# Barak-Tal
Das Barak-Tal (Bengalisch: বরাক উপত্যকা Barāk upatyakā [ˈbɔrak ˈupɔˌt̪ːɔka], Englisch: Barak Valley) ist eine Region im indischen Bundesstaat Assam. Es trägt seinen Namen nach dem Fluss Barak.
Das Barak-Tal liegt im Süden Assams und besteht aus den drei Distrikten Cachar, Karimganj und Hailakandi. Der Barak-Fluss entspringt in den Patkai-Bergen und fließt von Osten nach Westen durch das Barak-Tal. Hier spaltet er sich in die beiden Flussarme Surma und Kushiyara auf, die beide letztlich in den Meghna münden. Das Barak-Tal besteht aus einer Flussebene, die im Norden, Osten und Süden von Bergen umgeben wird. Somit ist die Region weitgehend vom restlichen Assam isoliert und stellt sich aus geografischer Sicht als Fortsetzung der Flussebenen Ostbengalens (Bangladeschs) dar.
In den drei Distrikten des Barak-Tals leben insgesamt rund 3,6 Millionen Menschen (Volkszählung 2011) auf einer Fläche von knapp 7000 Quadratkilometern. Die Hauptsprache ist das Bengalische. Auf Distriktebene besitzt es neben dem Assamesischen, der Amtssprache Assams, einen offiziellen Status. Von den drei Distrikten ist Cachar mehrheitlich hinduistisch, während Karimganj und Hailakandi eine muslimische Bevölkerungsmehrheit haben.